# Japansk jättesalamander

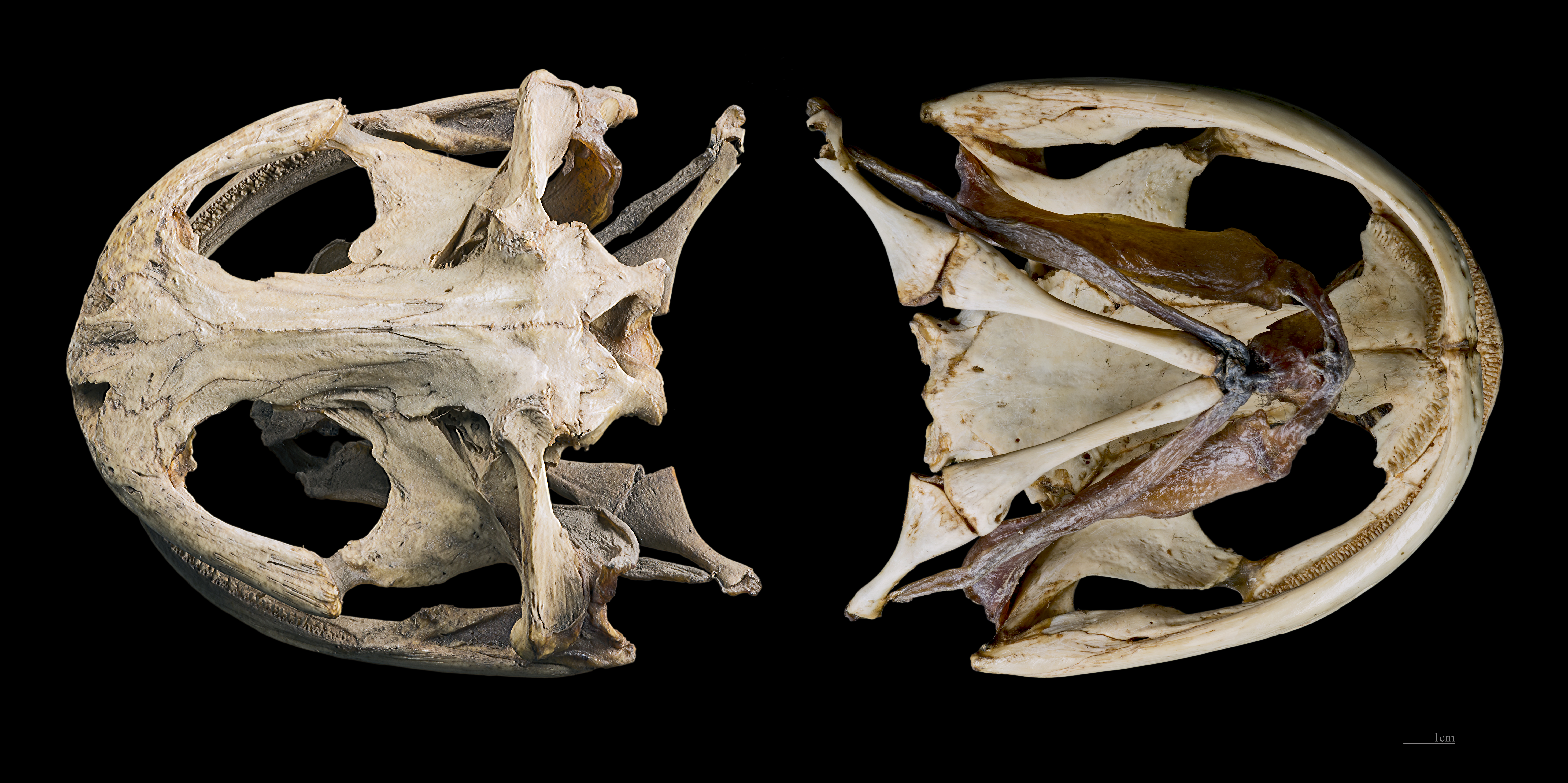
Andrias japonicus, kranium.

Japansk jättesalamander (Andrias japonicus) är en art i groddjursordningen stjärtgroddjur som tillhör familjen jättesalamandrar.

## Beskrivning
Den japanska jättesalamandern är ett av världens största groddjur och kan som mest bli 150 centimeter lång och nå en vikt på omkring 25 kilogram. De flesta individerna är dock mindre – vuxna salamandrar är i regel mellan 60 och 70 cm långa. Färgen på kroppen är vanligtvis rödbrun till brungulaktig med mörkare fläckar och ljusare undersida. Färgteckningen är emellertid väldigt variabel, allt från fullständigt svart till nästan helt gul. Arten andas genom den rynkiga huden. Den har små ögon utan ögonlock och dålig syn, men kan uppfatta rörelser i vattnet med hjälp av särskilda sensorer på ovansidan av huvudet och längs kroppen.

## Utbredning
Den japanska jättesalamandern lever i kalla och klara vattendrag på de japanska öarna Honshu (västra delen), Shikoku och Kyushu, vanligen i skogbevuxna områden, men den har vid ett par tillfällen även hittats i vattendrag i tätbebyggda områden. Vuxna djur tycks kunna tolerera en stor variation av habitat, men det är inte säkert att de kan fortplanta sig i alla habitat.

### Hot
Denna art är av IUCN klassad som nära hotad och de största hoten mot djuret utgörs av dammbyggnationer, förändringen av naturliga flodbankar till konstgjorda sådana av betong, samt förändring av floders lopp. Arten anses som en delikatess i Japan och därför är den också hotad av jakt. Arten är totalfridlyst i Japan.

## Ekologi
Den japanska jättesalamandern är ett nattaktivt djur. Födan består bland annat av fisk, grodor och insekter. Den har en mycket långsam metabolism och kan uppnå en hög ålder. I fångenskap har man noterat en ålder för en individ på 52 år.

### Fortplantning
Lektiden varar mellan augusti och september. Under denna tid samlas båda könen vid håligheter under vatten, som de största hanarna försvarar mot andra hanar. Här lägger honorna äggen i form av band med 400 till 600 ägg, som sedan befruktas av hanarna. De dominanta hanarna bevakar sedan äggen i mer än en månad. Vid omkring 3 års ålder och 20 cm förlorar larverna gälarna. Det uppskattas att det tar cirka 5 år innan de blir könsmogna. Djuren fortsätter att växa även efter könsmognaden.